# L'Autre…
Pour les articles homonymes, voir L'Autre.
Albums de Mylène Farmer
En concert
(1989) Dance Remixes
(1992)
Singles
1. Désenchantée
Sortie : 18 mars 1991
2. Regrets (avec Jean-Louis Murat)
Sortie : 29 juillet 1991
3. Je t'aime mélancolie
Sortie : 19 novembre 1991
4. Beyond My Control
Sortie : 13 avril 1992

L'autre... est le troisième album de Mylène Farmer, sorti le 8 avril 1991 chez Polydor.
Composé de dix titres, ce disque est entièrement écrit par Mylène Farmer et composé par Laurent Boutonnat. Bien qu'elle continue d'évoquer des thèmes comme la mort, la religion ou le sexe, la chanteuse se livre davantage sur ses émotions et ses doutes, reconnaissant le besoin de l'autre.
Salué par la critique et porté par le succès des singles Désenchantée, Regrets (en duo avec Jean-Louis Murat), Je t'aime mélancolie et Beyond My Control, l'album reste classé no 1 durant 20 semaines et s'écoule à plus de deux millions d’exemplaires, demeurant la meilleure vente d'albums de la chanteuse.
Le premier extrait, Désenchantée, est également sa meilleure vente de singles (plus de 1 300 000 exemplaires).
Grâce à cet album, Mylène Farmer remporte le titre de l'« Artiste français ayant vendu le plus de disques dans le monde » aux World Music Awards et a droit à un nouvel article dans le Livre Guinness des records.

## Histoire

### Genèse
En 1989, portée par le triomphe de son album Ainsi soit je... (disque de diamant pour plus d'un million d'exemplaires vendus), Mylène Farmer effectue sa première tournée, immortalisée sur l'album Mylène Farmer en concert qui sort en décembre 1989.

La fin de cette tournée est une période très déstabilisante : « On m'avait prévenue : à la fin d'un spectacle, tous les artistes connaissent un passage à vide [...] Tout paraît vain. Je ne sais pas ce que c'est qu'une dépression mais je pense que ce que j'ai vécu-là, pendant au moins quatre mois au sortir de Bercy, cela y ressemble. Cette envie de ne plus bouger, cette incapacité à vouloir communiquer ».
« Tous ces états de choses très puissantes et puis rien, c'est presque inhumain ».
Mylène Farmer profite de cette période pour s'intéresser à la peinture et pour lire Pierre Reverdy, Emily Dickinson et Emil Cioran.
S'ensuivent l'écriture et l'enregistrement d'un nouvel album, pendant près de six mois.

### Sortie
L'album L'autre… sort le 8 avril 1991, annoncé par le single Désenchantée qui connaît un énorme succès : no 1 du Top 50 durant 9 semaines, Désenchantée sera la chanson la plus diffusée de l'année 1991 en France.
Dès sa sortie, l'album connaît lui aussi un véritable triomphe, se classant no 1 des ventes durant 20 semaines.

Les singles suivants, Regrets (en duo avec Jean-Louis Murat), Je t'aime mélancolie et Beyond My Control (dont le clip sera censuré), se classeront tous dans le Top 10 des meilleures ventes pendant plusieurs semaines, permettant à l'album de devenir disque de diamant en quelques mois.

### Drame chez Polydor
C'est à cette époque, le 12 novembre 1991, qu'un drame se produit au sein des locaux de Polydor.

Laurent Berger, un fan de la chanteuse, pousse la porte de la maison de disques et, sans un mot, sort un fusil et abat froidement le réceptionniste, Jean-François Pigaglio, car celui-ci avait refusé de lui donner l'adresse de son idole quelques jours plus tôt.

Déterminé à « faire un carnage », le forcené monte dans les étages. Alors qu'il s'apprête à tirer sur d'autres employés, son arme s'enraye, permettant aux forces de l'ordre de le maîtriser.
Mylène Farmer prendra alors beaucoup de distance vis-à-vis de son personnage public, en se faisant de plus en plus discrète dans les médias.

## Pochette

Un corbeau.

La pochette de l'album, signée par Marianne Rosenstiehl, présente Mylène Farmer allongée, les cheveux courts, fixant l'objectif devant un fond blanc.
Sur son dos est posé un grand corbeau noir.

Le verso de la pochette présente la même photo, mais sur laquelle Mylène Farmer a cette fois les yeux fermés.
Elle déclarera : « Le corbeau s'est imposé à cause de son aspect paradoxal. Considéré comme un oiseau de mauvais augure, il est, dans ce cas, protecteur. D'ailleurs, en Afrique noire, c'est le symbole de cet animal. Et, dans La Genèse, Noé ne l'utilise-t-il pas comme un messager ? J'aimais ce paradoxe, cette opposition de sa noirceur et de ma blancheur ».
La silhouette de ce corbeau apparaîtra également sur les supports des quatre singles de l'album.

## Liste des titres
| 1.  | Agnus Dei                       | Mylène Farmer | Laurent Boutonnat | 5:46 |
| 2.  | Désenchantée                    | Mylène Farmer | Laurent Boutonnat | 5:22 |
| 3.  | L'autre...                      | Mylène Farmer | Laurent Boutonnat | 5:20 |
| 4.  | Je t'aime mélancolie            | Mylène Farmer | Laurent Boutonnat | 5:31 |
| 5.  | Psychiatric                     | Mylène Farmer | Laurent Boutonnat | 6:05 |
| 6.  | Regrets (avec Jean-Louis Murat) | Mylène Farmer | Laurent Boutonnat | 5:13 |
| 7.  | Pas de doute                    | Mylène Farmer | Laurent Boutonnat | 5:14 |
| 8.  | Il n'y a pas d'ailleurs         | Mylène Farmer | Laurent Boutonnat | 5:43 |
| 9.  | Beyond My Control               | Mylène Farmer | Laurent Boutonnat | 5:24 |
| 10. | Nous souviendrons-nous          | Mylène Farmer | Laurent Boutonnat | 5:11 |

## Description des chansons
Entièrement écrit par Mylène Farmer, l'album reste dans la même lignée que le précédent : « L'amour et la mort sont mes thèmes de prédilection, c'est la peur du lendemain, une certaine mélancolie, une tristesse… Peut-être que mon regard a changé, mes mots aussi, par rapport à ce que j'ai pu vivre entre-temps ». « Je suis beaucoup plus impudique dans cet album que dans le précédent. Le sexe, c'était le rempart. Parler de ce que je ressens dans mon cœur et dans mon âme, c'est de la mise à nu ».
La mélancolie est effectivement présente dans la plupart des textes, comme en témoignent les titres de certaines chansons (Désenchantée, Regrets, Je t'aime mélancolie, Il n'y a pas d'ailleurs). Si, contrairement aux albums précédents, l'enfance n'est pas évoquée, la religion l'est à plusieurs reprises, souvent dans des formes de rejet comme dans Agnus Dei, où elle fait état d'excommunication, ou Désenchantée (« Si le ciel a un enfer, le ciel peut bien m'attendre »). La sexualité est, quant à elle, évoquée dans Pas de doute (un texte à double sens l'éjaculation précoce) et Beyond My Control.
Signant l'intégralité des musiques, Laurent Boutonnat poursuit dans un registre pop, alternant ballades (L'autre, Regrets, Il n'y a pas d'ailleurs, Nous souviendrons nous), titre enjoués (Désenchantée, Je t'aime mélancolie, Pas de doute) et musiques plus sombres (Agnus Dei, Psychiatric, Beyond My Control). Des voix masculines sont présentes sur près de la moitié des titres, sous forme de chant (Agnus Dei, Regrets) ou de samples (Psychiatric, Beyond My Control), laissant ainsi plus de place à « l'autre ».

### Agnus Dei

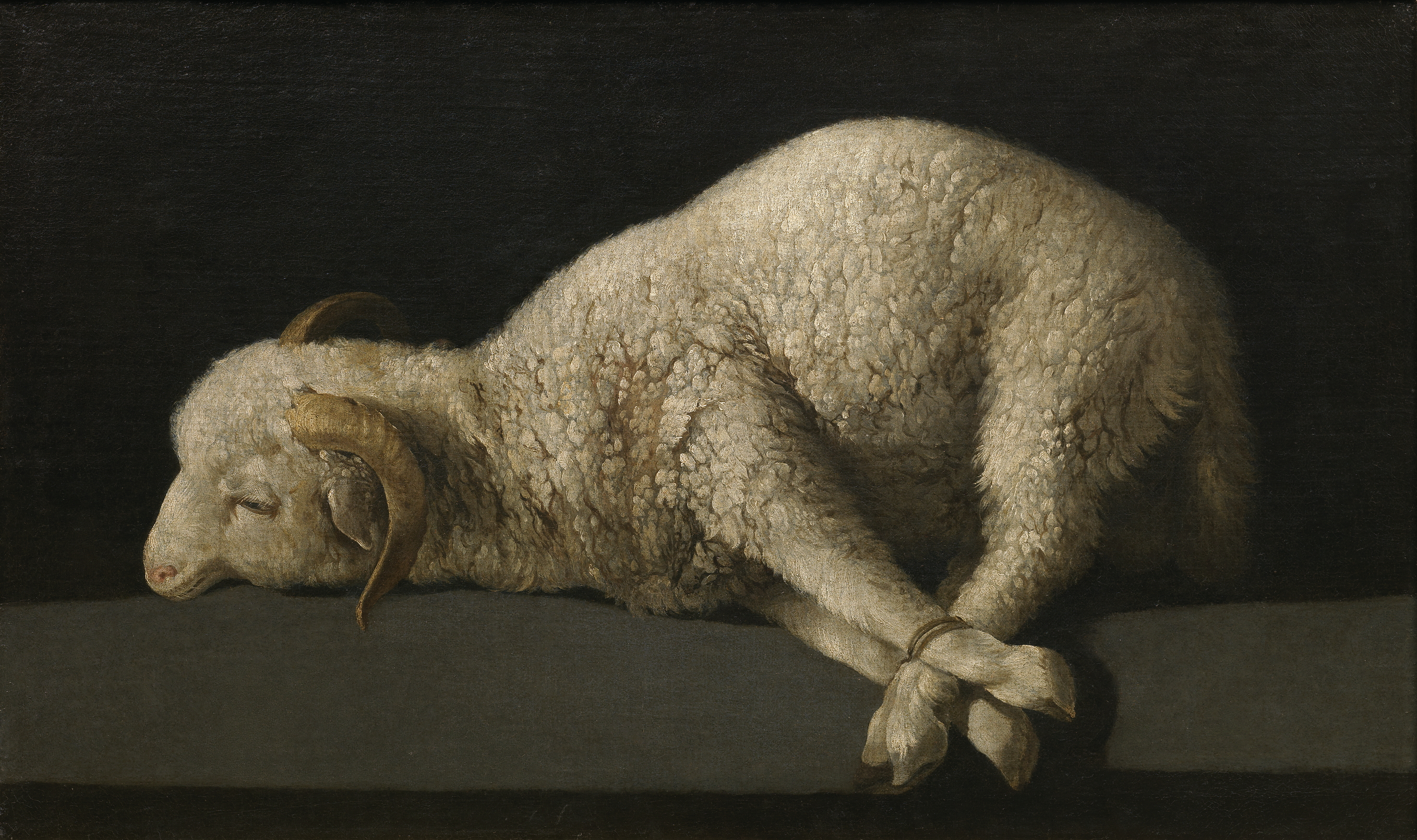
Agnus Dei de Francisco de Zurbarán.

L'album s'ouvre avec un titre mystique qui fait référence à l'Agnus Dei, une prière chrétienne issue de l'Évangile selon Jean signifiant « Agneau de Dieu » en latin et désignant Jésus-Christ dans son rôle de victime sacrificielle.
Après une longue introduction musicale, la chanteuse utilise un vocabulaire religieux propre au catholicisme (« extrême-onction », « génuflexion », « hérésie », « impie », « excommuniée »...) dont tous les couplets commencent par les mots « De mutilation, en... ». En guise de refrain, elle intègre la prière latine (« Agnus Dei qui tollis peccata mundi, Miserere nobis, Miserere nobis »), qui est ici interprétée par Christopher Thompson.
Elle déclarera s'être inspirée du film  Les Diables, de Ken Russel, un film dont l'action se déroule sous l'Inquisition et qui dénonce l'intolérance religieuse et les préjugés sur la sexualité.

### Désenchantée

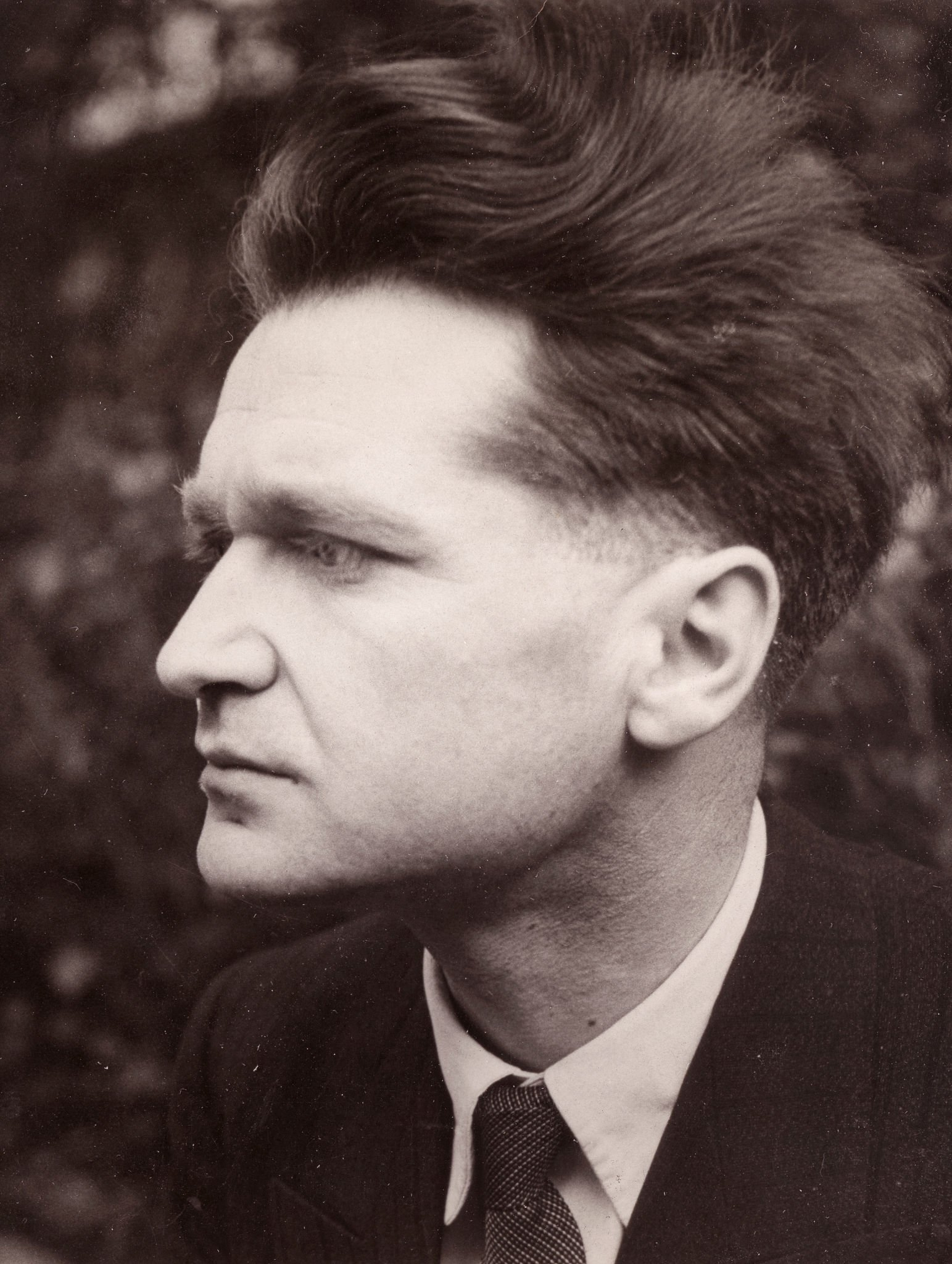
Emil Cioran.

Inspirée par l'ouvrage Sur les cimes du désespoir du philosophe roumain Emil Cioran, Mylène Farmer écrit Désenchantée, un texte dans lequel elle évoque une « perte d'illusion permanente » mais qu'elle ne qualifie pas de triste pour autant : « Rien ne tient, de nos idéaux, de nos espoirs. Pourtant, ce n'est pas triste. Une énergie, comme une révolution, la fin des leurres peut-être ».
La noirceur des paroles (« Nager dans les eaux troubles des lendemains, attendre ici la fin », « Flotter dans l'air trop lourd du presque rien, à qui tendre la main », « Plus rien n'a de sens, plus rien ne va », « Tout est chaos, à côté ») est contrebalancée par une rythmique très dynamique à base de piano et de synthétiseurs, et laisse par moments entrevoir quelques notes d'espoir (« Pourtant, je voudrais retrouver l'innocence », « Je cherche une âme qui pourra m'aider »), tout en rejetant l'idée de trouver ce salut dans la religion (« Si le ciel a un enfer, le ciel peut bien m'attendre »).

### L'autre...

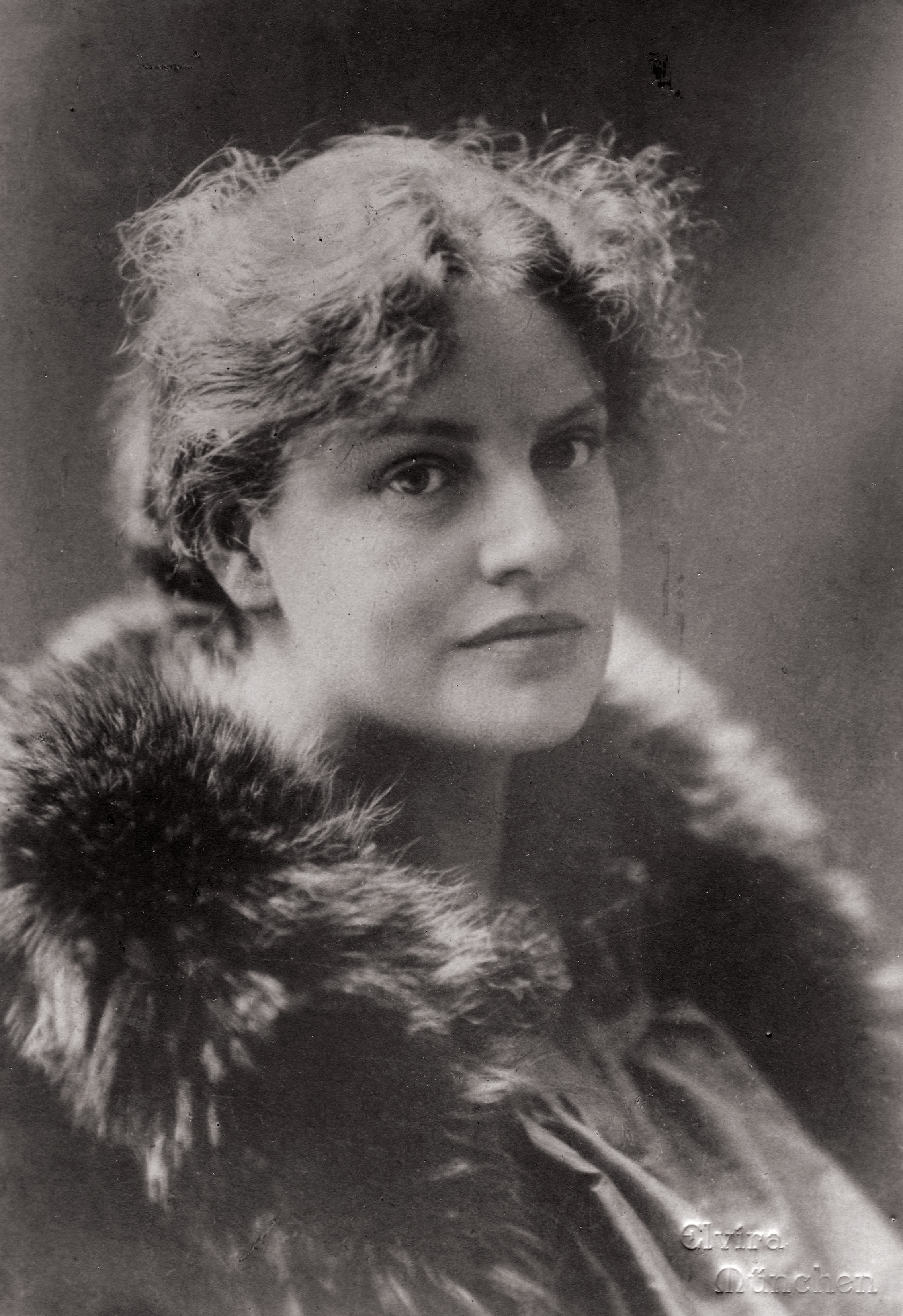
Lou Andreas-Salomé.

Introduit par une douce mélodie de piano, ce titre, dont le texte évoque le besoin de l'autre, est la première chanson lente de l'album. Demandant à plusieurs reprises dans le refrain « Mais qui est l'autre ? », ce dernier prend tour à tour la forme d'un ami, d'un ange (« Je veux croire alors qu'un ange passe, qu'il nous dit tout bas "Je suis ici pour toi", et toi c'est moi ») ou d'une autre entité (« Toi et moi du bout des doigts, nous tisserons un autre. Un autre moi, une autre voix, sans que l'un chasse l'autre »).
La chanteuse confirmera : « Cela peut être l’autre moi, l’autre, le compagnon. J’ai pris ce mot pour évoquer beaucoup de choses dont certaines ne sont pas visibles et planent au-dessus de nous. Pour ce qui est de la chanson, elle parle de la présence très volatile de quelqu’un. C’est quelqu’un en particulier pour moi mais qui n’a pas de nom, qui n’a pas de chair ».
La phrase « En toi ma vie s'est réfugiée » rappelle un vers de Prière à la mort, de la poétesse et psychanalyste allemande Lou Andreas-Salomé.

### Je t'aime mélancolie

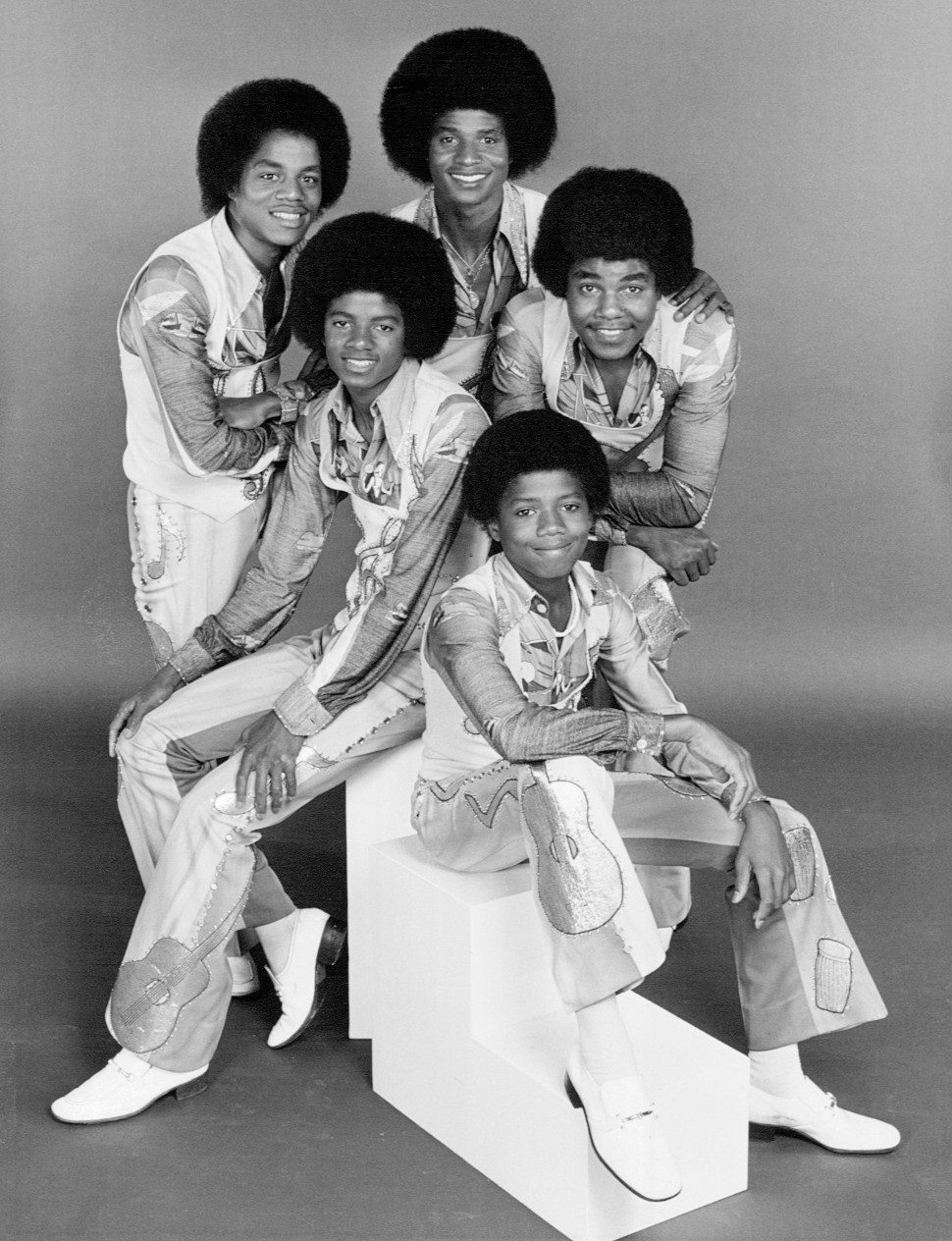
Les Jackson 5.

Sur une musique dynamique, Mylène Farmer écrit Je t'aime mélancolie, un texte sarcastique dans lequel elle assume son goût pour la mélancolie (« J'ai comme une envie de voir ma vie au lit », « Un long suicide acide, je t'aime mélancolie », « Sentiment qui me mène à l'infini, mélange du pire, de mon désir »).

Elle s'adresse également aux critiques, reprenant l'image de la mauvaise herbe en écho à une formule que lui avait adressée sa propre mère lorsqu'elle était enfant (« Ma petite, tu es comme la mauvaise herbe, et la mauvaise herbe ne meurt jamais ! »). 
Les couplets sont prononcés à la manière d'un rap, un genre musical qui n'avait pas encore explosé en France lors de la sortie de l'album (Bouge de là de MC Solaar, considéré comme le premier tube rap en France, ne connaîtra le succès qu'au cours de l'été 1991).
L'ingénieur du son Thierry Rogen déclarera s'être inspiré du titre Lovely One des Jackson 5 pour la rythmique de ce morceau.

### Psychiatric

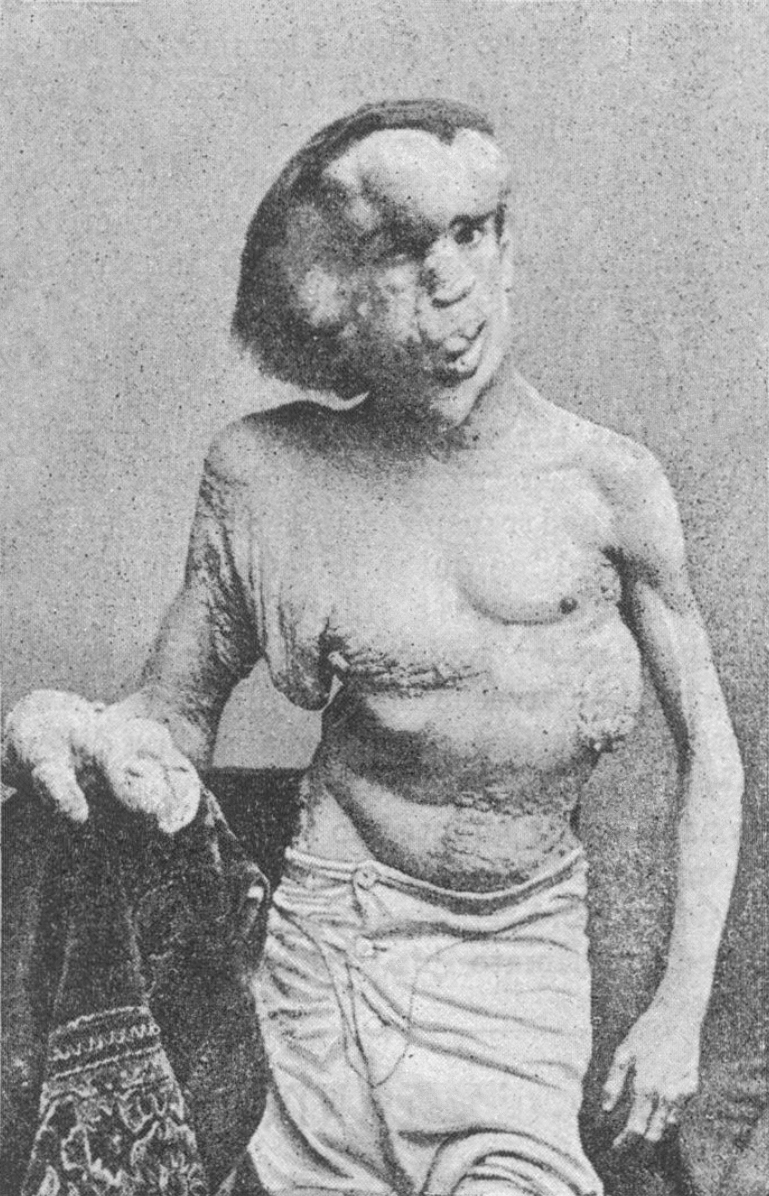
Elephant Man.

Ce titre, déjà présent sur la face B du single Allan (live) sorti en décembre 1989, est proposé ici dans une version remixée. Mylène Farmer dira : « Laurent a complètement développé et refait Psychiatric. La nouvelle version est encore plus... "clinique" ».
Rendant hommage au film Elephant Man de David Lynch, ce morceau, entièrement en anglais et comportant de nombreux bruitages inquiétants, est principalement instrumental : la voix de l'acteur John Hurt est samplée tout au long de la chanson, répétant plusieurs fois « I'm a human being, I'm not an animal ».
Les seuls mots chantés par Mylène Farmer sont « It's easy this time to loose my mind ».
La chanteuse expliquera avoir écrit cette chanson après avoir vu un documentaire sur un asile d'aliénés en Grèce où les internés étaient abandonnés, livrés à eux-mêmes et réduits à un statut d'animal.
« C’est un univers qui me fascine… Du moins cette imagerie de la psychiatrie. C’est passionnant parce que bouleversant et incompréhensible ».

### Regrets

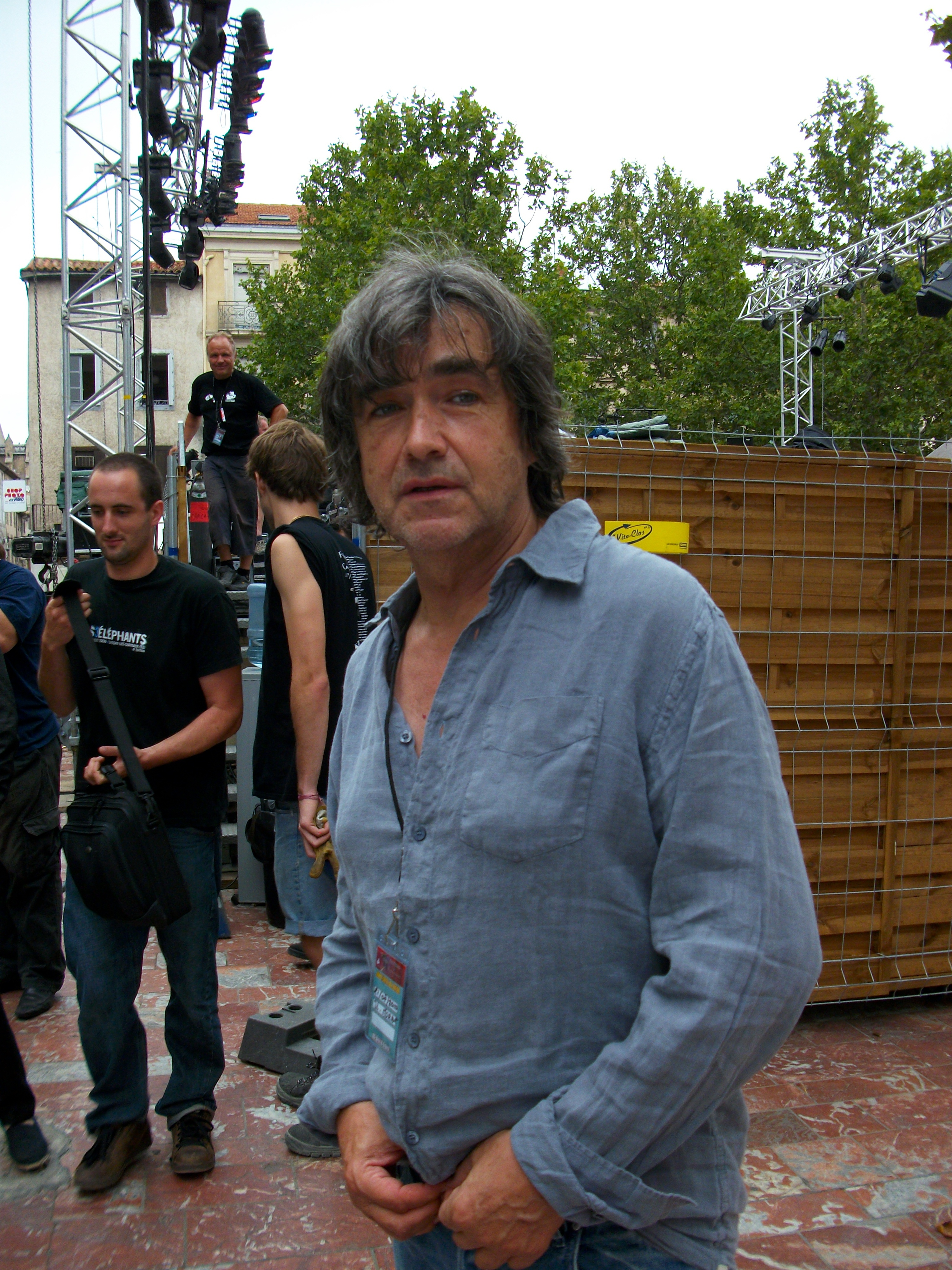
Jean-Louis Murat.

En 1989, Mylène Farmer déclare apprécier Jean-Louis Murat, un jeune chanteur peu connu du grand public.
Elle lui adresse une lettre, qui sera la première d'une correspondance qui durera un an, et écrit ensuite Regrets en s'imaginant chanter cette ballade avec lui.
Dans ce texte très romantique, elle évoque sous la forme d'un dialogue les sentiments d'un couple frappé par la mort de l'un des deux (« Debout la tête ivre de rêves suspendus, je bois à nos amours infirmes », « Au vent que je devine, nos lèvres éperdues s'offrent des noces clandestines »).

Elle reconnaîtra que, parmi les textes de L'autre..., celui-ci a été « le plus dur à écrire. Il est toujours délicat de faire entrer quelqu’un dans son propre univers ».
Le vers « Au vent que je devine » est emprunté au poème Grain blanc de Pierre Reverdy, issu du recueil Sources du vent publié en 1929.

### Pas de doute
Sur une musique enjouée, ce titre est un pamphlet contre la gent masculine et offre un texte à double sens, pouvant évoquer à la fois la fuite d'un homme face aux problèmes mais également l'éjaculation précoce (« Tu précipites, moi je prends mon temps », « Pas de doute ainsi c'est sans doute une fuite, mais te décharger de tout c'est illicite »), l'impuissance (« Tout n'est qu'une vaine mise en scène, tes faux départs sont toujours les mêmes ») et la routine sexuelle (« Tes va et vient sont toujours les mêmes »), égratignant ainsi la virilité de l'homme (« Ton point de vue tordu sur le sexe faible s'effondre un rien dans un cas pareil »).

Selon Mylène Farmer, « Pas de doute fait partie du cycle Libertine, Pourvu qu'elles soient douces. Là encore j’ai sûrement certains comptes à régler avec la gent masculine. C'est une façon de ne pas se prendre au sérieux pour la chanson un peu différente du reste de l’album ».

### Il n'y a pas d'ailleurs

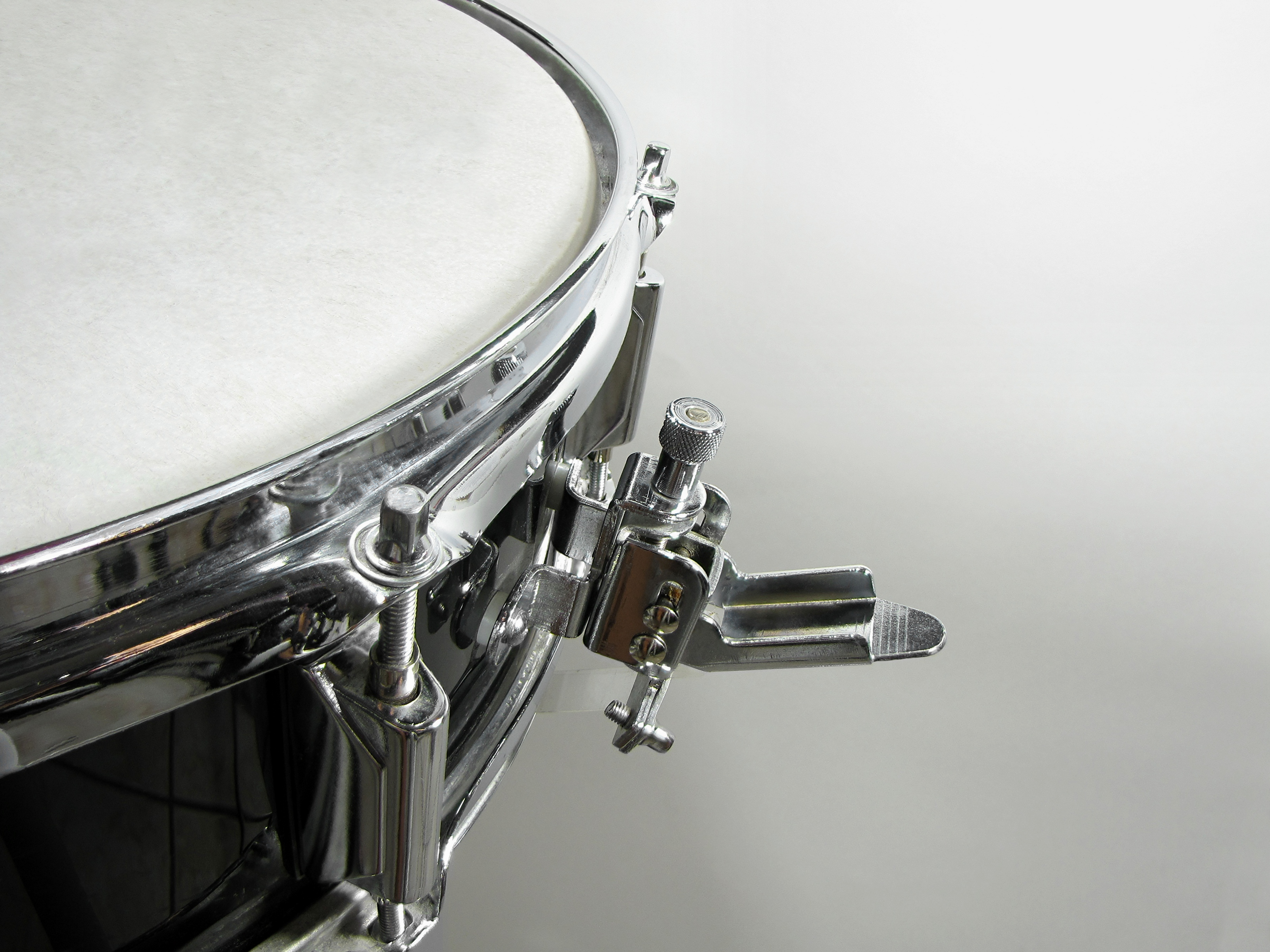
Une snare.

Malgré son titre et sa mélodie lente et sombre, ce titre se révèle finalement assez optimiste, la chanteuse s'adressant à une personne malheureuse (« Tant de jours, de nuits trop brèves, ces soupirs que tu achèves, sans y croire ») en essayant de lui redonner espoir (« Pour renaître de tes cendres, il te faudra réapprendre, aimer vivre, rester libre », « Il n'y a pas d'ailleurs, tu sais que ta vie c'est ici »).
Un extrait du texte (« Délaisser tes amertumes, te frayer jusqu'à la lune un passage ») semble inspiré de la nouvelle Aventure sans pareille d'un certain Hans Pfaall d'Edgar Allan Poe.
La fin de la chanson est marquée par l'apparition d'une snare, rappelant une marche militaire.

### Beyond My Control

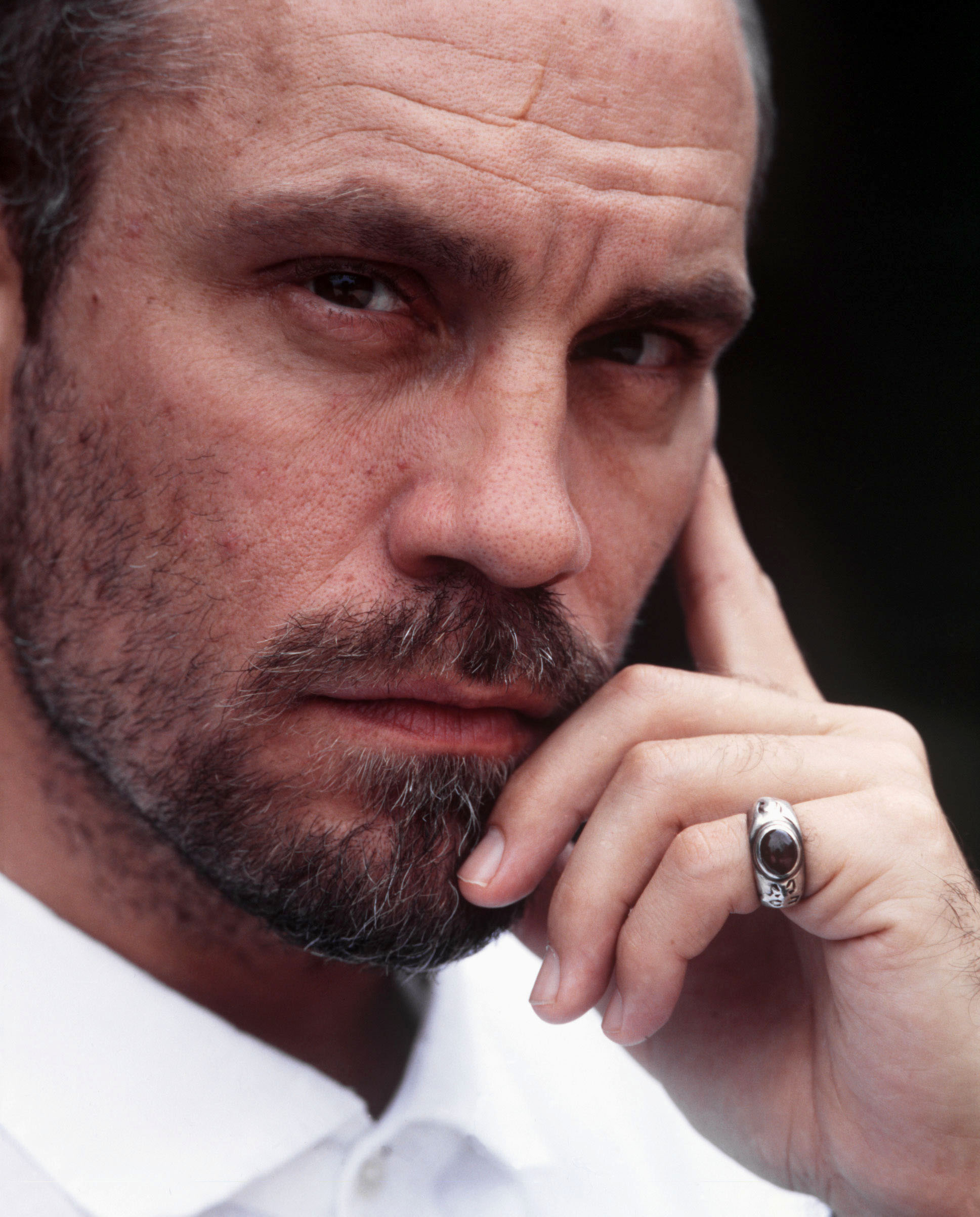
John Malkovich.

Ce texte, qui fait référence au roman Les Liaisons dangereuses de Choderlos de Laclos, relate une histoire d'amour passionnelle qui finit dans le sang à la suite d'infidélités répétées (« Je n'comprends plus pourquoi j'ai du sang sur mes doigts », « Lâche! C'est plus fort que toi, toujours en cavale », « C'était plus fort que moi, même si je sens là l'effroi envahir tout mon être »).

La phrase « It's Beyond My Control », prononcée par John Malkovich, est extraite du film Les Liaisons dangereuses réalisé par Stephen Frears.
Selon la chanteuse, ce titre « a une écriture plus cinématographique que les autres. Ce sont des images assez précises et rapides, comme ça, qui suggèrent tout de suite un état. C'est vrai que j'imagine tout à fait le scénario ».

### Nous souviendrons-nous

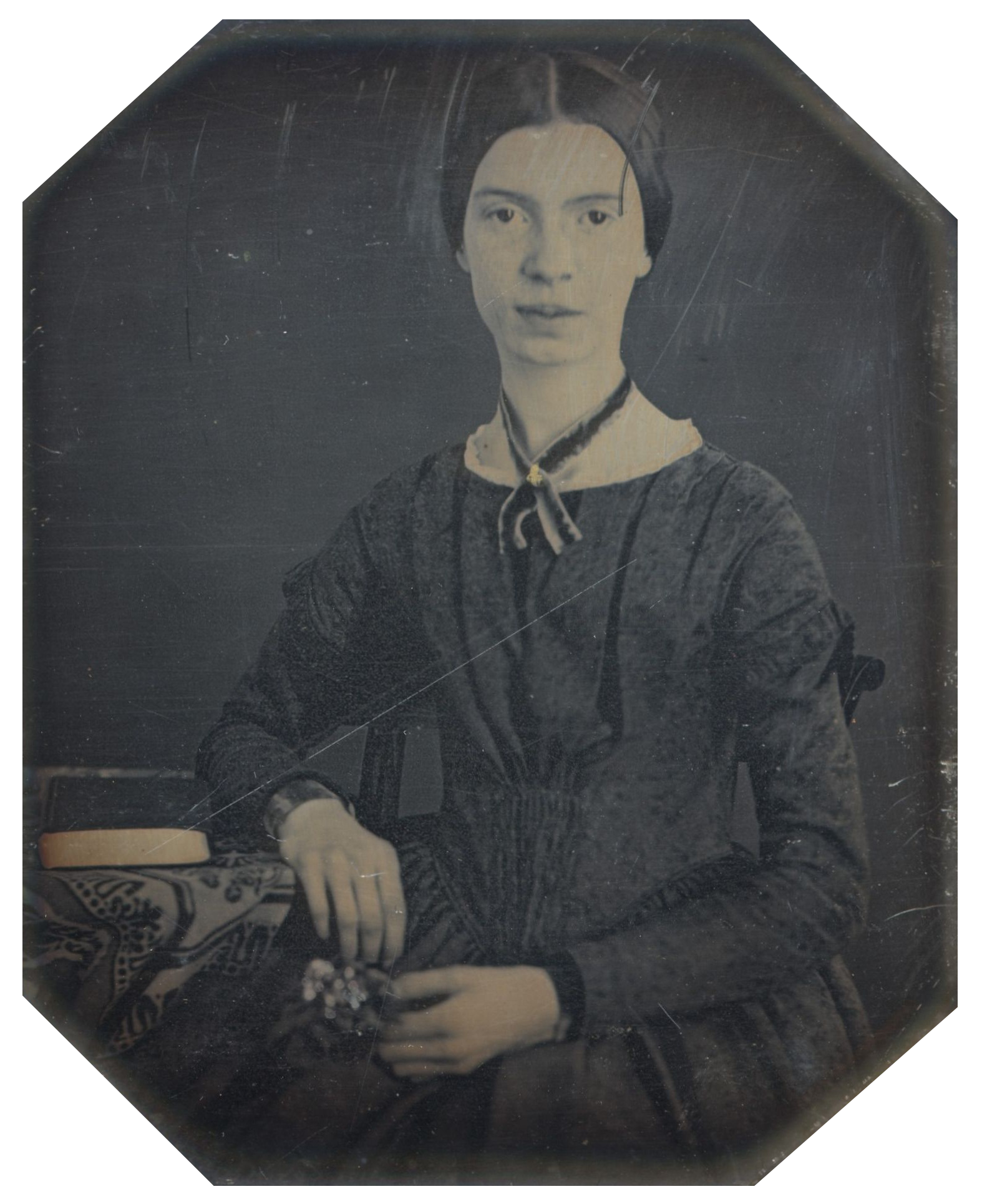
Emily Dickinson.

Cette chanson lente est dotée d'une musique très douce, dont certains accords de piano reprennent ceux de Désenchantée.
Le texte fait office de bilan sur la vie et ses rencontres et note que, malgré l'importance de ces rencontres (qui symbolisent « l'autre »), la solitude et les doutes finissent toujours par reprendre le dessus (« Nos vies sont des larmes d'aquarelle, nous ne sommes reliés qu'à nous-mêmes », « Et si je perds la foi, en nous, en tout, c'est bien malgré moi, nulle prière. A chacun de nos pas je doute de tout, nous souviendrons-nous de nous ? »).
Le vers « Aux vies qui s'abaissent à voir la mienne, je sais qu'il me faudra prendre congé d'elles » semble inspiré du poème 273 du recueil Une âme en incandescence d'Emily Dickinson.

## Accueil critique
- « Au-delà des modes, hors du temps, L'autre... est une terrible leçon. Dans les dix chansons qui le composent, on retrouve la violence des mots et des sentiments mais aussi cette incroyable émotion contenue dans la voix parfaite, jusque dans ses inégalités, de Mylène. La musique, ici possède les qualités qui la rendent inaltérable : l'honnêteté, la passion, la force. » (Star Club)[32]
- « Si les thèmes restent les mêmes et l'artiste intacte dans sa beauté figée, nous ne nous en plaindrons pas. Mylène tisse, album après album, la toile de sa propre légende. » (Salut !)[33]
- « Athéisme triste et doux dont les morosités sont habillées de velours et qu'une poignée d'excellents musiciens transforment en bonnes chansons. Dans la catégorie "pourquoi faire simple quand on peut faire compliqué ?", Mylène Farmer réussit là où Jeanne Mas échoue. » (Midi Libre)[34]
- « Un seul mot pour le qualifier : superbe ! » (7 Extra)[35]
- « A la longue, L'autre... évoque une sensation de claustrophobie, absente d'ordinaire au Top 50. C'est son mérite oblique et pervers. » (Le Monde)[36]
- « Plus les paroles de Mylène Farmer sont désillusionnées, plus les mélodies de Laurent Boutonnat se font sautillantes. Mélancolie, Regrets réussissent ce tour de passe-passe enchanteur : dynamiser les matins glauques et mettre de bonne humeur les plus taciturnes. » (Télépro)[37]
- « La frêle Farmer navigue dans des eaux qui dérangent. D'où l'impression générale de malaise savamment entretenu de bout en bout. » (L'Humanité)[38]
- « Un disque de Mylène Farmer se feuillette comme un roman glauque, ambigu, mélange de chants de Maldoror et d'Histoire d'O. Côté angoisses métaphysiques et mal de vivre, elle ne s'arrange pas la troublante rouquine [...] Les yeux écarquillés par la lucidité, cette Ophélie noie son hyper-sensibilité dans les « eaux troubles » du désenchantement [...] Merci Mylène de savoir donner autant de teintes sauvages au noir. » (Multitop)[39]
- « Un CD original à savourer, en forme d'aquarelle de notre temps, sensible et délicate. » (L'impartial)[40]

## Singles
Quatre chansons sont sorties en single : Désenchantée, Regrets, Je t'aime mélancolie et Beyond My Control.

### Désenchantée

La Liberté guidant le peuple d'Eugène Delacroix.

Désenchantée sort en single le 18 mars 1991, soit trois semaines avant l'album L'autre....
Réalisé par Laurent Boutonnat, le clip est tourné en Hongrie, dans une usine désaffectée de Budapest et dans la plaine Apaj Puszta.
Cet univers carcéral dans lequel finit par souffler un vent de révolte s'inspire, entre autres, du roman Oliver Twist de Charles Dickens et de son adaptation en film par David Lean, mais aussi du tableau La Liberté guidant le peuple d'Eugène Delacroix.
Disque d'or, no 1 du Top 50 durant 9 semaines, Désenchantée est la chanson la plus diffusée de l'année 1991 en France et connaît également le succès dans plusieurs pays, s'écoulant à plus de 1 300 000 exemplaires.
Elle demeure un des titres les plus emblématiques des années 1990 et parvient à traverser les générations, demeurant la chanson de Mylène Farmer la plus écoutée sur les plateformes de streaming.

### Regrets

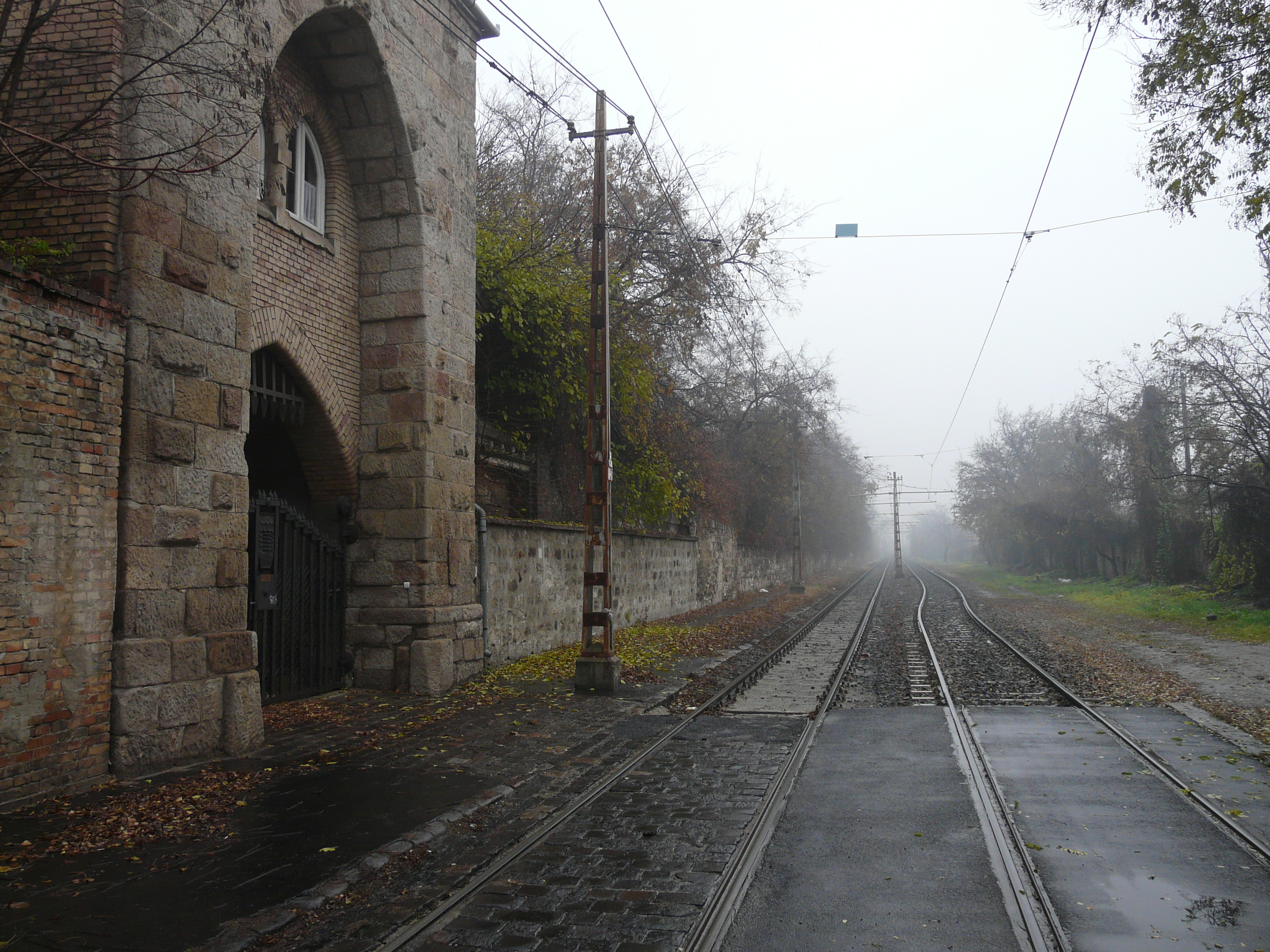
Le cimetière juif de Budapest.

La ballade Regrets, en duo avec Jean-Louis Murat, sort en single le 29 juillet 1991, alors que Désenchantée continue de figurer parmi les meilleures ventes de disques et que l'album est toujours no 1 du Top Albums.
Le clip, en noir et blanc, a été tourné dans le cimetière juif de Salgótarjáni út, un cimetière abandonné de Budapest, en Hongrie. 
Le scénario onirique, dans lequel un homme retrouve son amante disparue, a été écrit par Mylène Farmer et Laurent Boutonnat.
La chanson connaît le succès, atteignant la 3e place du Top 50 où elle reste classée durant 16 semaines (dont 10 semaines dans le Top 10), et est certifiée disque d'argent.

### Je t'aime mélancolie

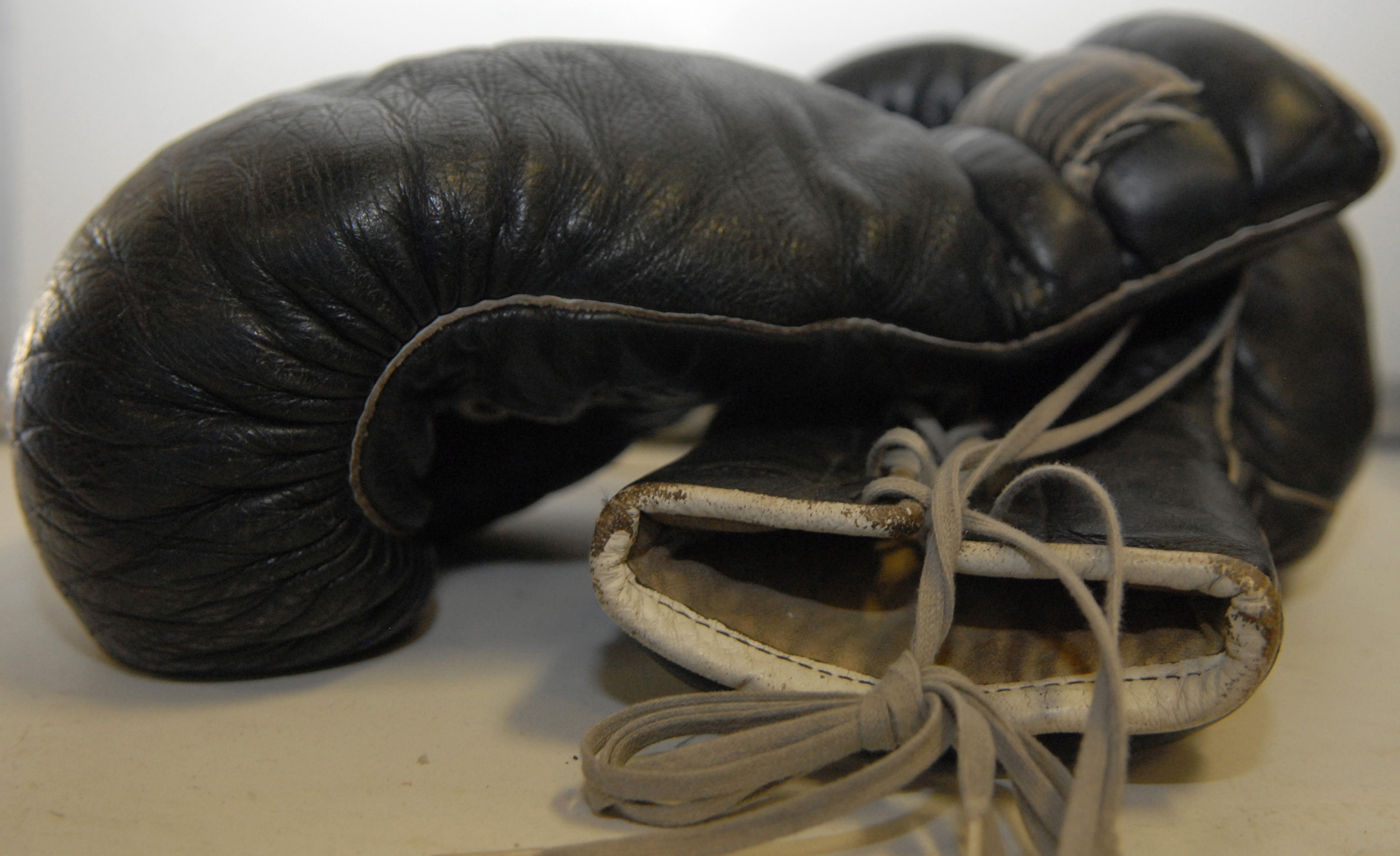
Le clip présente la chanteuse en plein combat de boxe.

Je t'aime mélancolie sort en single le 19 novembre 1991 dans une version raccourcie et remixée.
Réalisé par Boutonnat, le clip présente la chanteuse sur un ring pour un combat de boxe française.
Le match est entrecoupé de passages chorégraphiés de la chanteuse entourée de dix danseuses, dans des tenues signées Jean-Paul Gaultier.
Le titre connaît le succès, atteignant la 3e place du Top 50 où elle reste classée durant 17 semaines (dont 8 semaines dans le Top 10), et la 2e place des diffusions radio.

### Beyond My Control

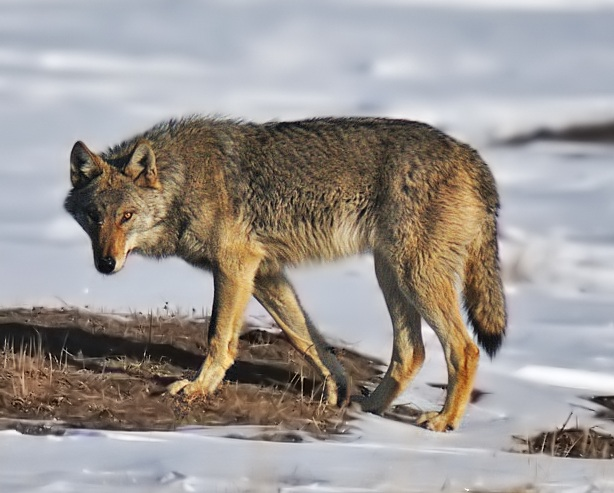
Le clip montre notamment des loups dévorant une charogne.

Après les sonorités pop de Désenchantée, la douceur de Regrets et le côté percutant de Je t'aime mélancolie, Mylène Farmer choisit Beyond My Control, un titre plus sombre, en tant que dernier extrait de l'album. Le single sort le 13 avril 1992 dans une version légèrement raccourcie et remixée.
Réalisé par Boutonnat, le clip crée le scandale à sa sortie et la plupart des chaînes décident de le censurer en raison de scènes jugées trop sexuelles et trop sanguinolentes (des loups dévorant une charogne, des ébats sexuels, un baiser ensanglanté, la chanteuse en train de brûler sur un bûcher...).
Malgré cette polémique, la chanson connaît le succès, atteignant la 8e place du Top 50 et la 2e place des diffusions radio.

## Classements et certifications
Entré directement no 1 du Top Albums dès sa sortie, L'autre... reste classé no 1 des ventes durant 20 semaines.
Certifié disque de platine au bout d'un mois pour plus de 300 000 ventes, il obtient un double disque de platine au bout de cinq mois et dépasse le million de ventes au début de l'année 1992, lui permettant de décrocher un disque de diamant.

Le Livre Guinness des records, qui avait déjà attribué une pleine page à Mylène Farmer en 1989 pour l'album Ainsi soit je..., lui octroie un nouvel article pour avoir vendu L'autre... à plus de 1 300 000 exemplaires en France à la fin de l'année 1992. Il avoisine désormais les deux millions de ventes,,.
À l'étranger, l'album connaît également le succès, se classant dans plusieurs pays européens, et permet à la chanteuse de devenir une star en Russie. Double disque de platine en Belgique pour plus de 120 000 ventes, il est également certifié disque d'or en Suisse.

Selon le Billboard, L'autre... s'est écoulé à 1 200 000 exemplaires à l'étranger.
En mai 1993, Mylène Farmer remporte alors le titre de l'« Artiste français ayant vendu le plus de disques dans le monde » lors de la cérémonie des World Music Awards.
| Classement                       | Meilleure position |
| -------------------------------- | ------------------ |
| Allemagne (Media Control Charts) | 55                 |
| Belgique (Ultratop)              | 1                  |
| Europe (European Top 100 Albums) | 15                 |
| France (SNEP)                    | 1                  |
| Pays-Bas (MegaCharts)            | 57                 |
| Québec (Top Albums Québec)       | 17                 |
| Suisse (SwissCharts)             | 27                 |
| Suède (SwedishCharts)            | 45                 |

| Pays     | Certification |
| -------- | ------------- |
| Belgique | 2 × Platine   |
| France   | Diamant       |
| Suisse   | Or            |

## Crédits
| - Paroles : Mylène Farmer - Musique : Laurent Boutonnat - Claviers et arrangements : Laurent Boutonnat - Piano Désenchantée : Bruno Fontaine - Guitares : Slim Pezin - Basses acoustiques : Bernard Paganotti - Snare militaire Il n'y a pas d'ailleurs : Philippe Draï - Flûtes et harpes : Pol Ramirez Del Piu | - Chœurs : Mylène Farmer - Réalisation et programmations rythmiques : Laurent Boutonnat et Thierry Rogen - Programmateur : Patrice Rouillon Tsernsoff de Gironville - Ingénieur du son : Thierry Rogen, assisté de Lionel Philippe - Management : Thierry Suc - Design pochette : Com'N.B - Photos : Marianne Rosenstiehl |